# Boneh-ye Meskīn
Boneh-ye Meskīn är en ort i Iran.   Den ligger i provinsen Khuzestan, i den västra delen av landet, 500 km sydväst om huvudstaden Teheran. Boneh-ye Meskīn ligger 108 meter över havet och antalet invånare är 102.
Terrängen runt Boneh-ye Meskīn är platt.Runt Boneh-ye Meskīn är det ganska tätbefolkat, med 96 invånare per kvadratkilometer. Närmaste större samhälle är Susa, 15,9 km sydost om Boneh-ye Meskīn. Trakten runt Boneh-ye Meskīn består till största delen av jordbruksmark.